# Iaropolk de Kiev
Iaropolk (de son nom de baptême Pierre), né en 1047 et mort le 22 novembre 1086 (dans le calendrier julien), est un prince de la dynastie des Rurikides qui fut prince de Volhynie et de Tourov et Pinsk. Il a été canonisé par l'Église orthodoxe russe. Sa fête est le 22 novembre (le 5 décembre dans le cal. grégorien).

## Biographie

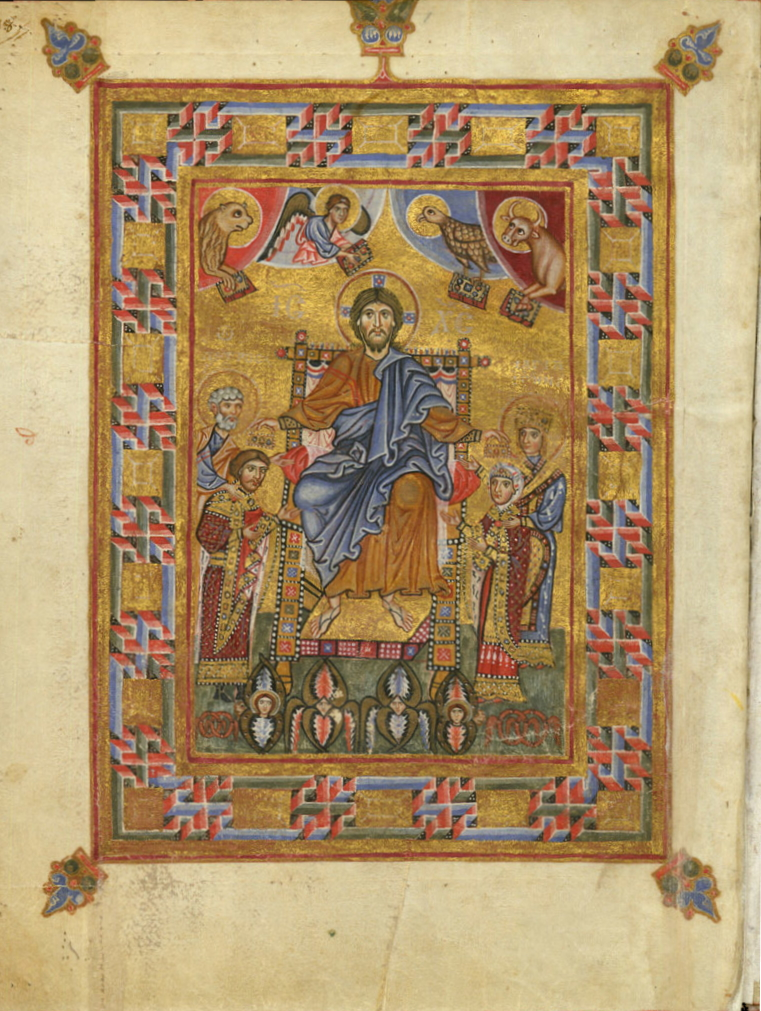
Le Christ bénit le mariage du prince Iaropolk et de la princesse Cunégonde en les couronnant (Psautier de Gertrude de Pologne, miniature du XIe siècle).

Iaropolk est le fils d'Iziaslav Ier et de Gertrude de Pologne. Il épouse Cunégonde (1057-1140), fille du comte de Weimar et margrave de Meissen, Othon Ier, dont :
- Iaroslav (mort en 1102) ;
- Viatcheslav (mort en 1104) ;
- Anastasie, épouse en 1090 Gleb Vseslavitch, prince de Minsk ;
- Iaropolka[1], épouse Günther, comte de Thuringe.

Il fait construire l'église Saint-Pierre de Kiev. Il est enterré au monastère Saint-Dimitri de Kiev.
La première mention le concernant dans les chroniques date de 1071 lorsqu’il est victorieux de Vseslav de Kiev, qui garde cependant Polotsk. Il est chassé de Kiev en 1073, lorsque son père est évincé du trône de Kiev, et tous les deux partent se réfugier dans le Saint-Empire romain germanique, mais n'obtiennent pas l'appui d'Henri IV pour retrouver le trône. Ils se tournent alors vers le pape Grégoire VII en 1075 qui est lui-même opposé à l'empereur à cause de la Querelle des investitures. Le pape envoie un bref au roi de Pologne et un autre à Sviatopolk de Kiev les admonestant de rendre le trône (Iaropolk est nommé Petrus dans les lettres). Cet épisode est relaté dans le psautier de Gertrude qui est offert au pape. Iaropolk et son père retournent à Kiev à la mort de Sviatopolk, en 1076.
Iaropolk reçoit la principauté de Vychgorod. Deux ans plus tard, il combat Sviatoslav de Kiev, bataille au cours de laquelle son père trouve la mort. Son oncle Vsevolod reçoit donc le trône de Kiev, et Iaropolk la Volhynie avec Vladimir de Volhynie et la principauté de Tourov et Pinsk. Il trouve la mort alors qu'il se rendait en Galicie pour combattre les princes descendants de Rostislav en 1086. 
Ceux-ci l'avaient expulsé en 1084 de Vladimir de Volhynie et il avait pu retrouver cette terre grâce au soutien de Vladimir le Monomaque, mais Iaropolk se retourne contre Kiev en 1085, mécontent de ce que Vsevolod ait donné la principauté de Dorogobouj à David de Volhynie. Vladimir le Monomaque intervient cette fois-ci contre Iaropolk qui laisse sa femme Cunégonde (Irène dans la tradition orthodoxe) et sa mère Gertrude à Loutsk et fuit en Pologne. Loutsk se rend à Vladimir le Monomaque qui fait prisonnière la famille de Iaropolk et se saisit de tous ses biens.
Iaropolk retourne de Pologne en 1086, ayant obtenu des soutiens diplomatiques pour faire la paix avec Vladimir et retourne ensuite dans sa principauté. Il est tué par trahison en Galicie à l'hiver 1086.
Iaropolk était considéré comme fort pieux et avait une grande dévotion envers saint Pierre. Il était également généreux envers l'Église pour laquelle il versa une grande partie de ses biens